# Antígeno tumoral
Se conoce con el nombre de antígeno tumoral a determinados antígenos que se expresan en las células malignas (cáncer) y son capaces de provocar una respuesta inmunitaria. Existen dos grupos principales de antígenos tumorales, los antígenos específicos de tumores o AET que aparecen únicamente en las células malignas y nunca se encuentran en las células normales y los antígenos asociados a tumores o AAT que pueden aparecer en las células normales pero se sobreexpresan en las cancerosas. Determinados antígenos tumorales pueden utilizarse como prueba de laboratorio para estudiar si un paciente puede tener un tumor maligno y reciben el nombre de marcadores tumorales, es preciso tener en cuenta sin embargo que la mayor parte de los antígenos tumorales no se emplean en medicina como marcadores tumorales. Por otra parte muchos tumores expresan antígenos privados o peculiares, los cuales no aparecen en otros tumores histológicamente idénticos. El estudio y detección de antígenos tumorales tiene gran importancia para el desarrollo de tratamientos basados en la inmunoterapia contra el cáncer por constituir un blanco inmunológico.

## HER2
HER2 es uno de los antígenos asociados a tumores más estudiados. Se sobrexpresa en muchos tipos de cáncer, incluyendo el 60% de los cánceres de pulmón, el 69% de los cánceres de esófago, el 40% de los cánceres de mama y el 80% de los de próstata.  Se ha comprobado que la sobreexpresión del HER2 se asocia a mayor agresividad del tumor, aumento de la frecuencia de metástasis y disminución de la supervivencia media.

## Mucina asociada a la superficie celular MUC
Las mucinas asociadas a la superficie celular (MUC) son una familia de glicoproteínas que se expresan en circunstancias normales en diferentes tipos de células epiteliales y tienen la función de promover la supervivencia celular. La alteración en la expresión de estas proteínas puede observarse en muchos tipos de cáncer, en los que se cree actúa favoreciendo la proliferación de las células tumorales y la aparición de metástasis. Una de las glicopreteínas de este grupo mejor caracterizadas es la MUC1 que se sobreexpresa y glicosila de forma aberrante en más del 90 % de los pacientes con cáncer de mama y también en otos tipos de cáncer. La proteína MUC1 está codificada por un gen localizado en el cromosoma 1 (1q21-24). MUC1 ha sido utilizado como marcador tumoral con la finalidad de realizar el seguimiento en pacientes con cáncer de mama, conocido como el marcador CA 15.3; se encuentra muy elevado en pacientes con metástasis.

## Marcadores tumorales
Niveles de marcadores tumorales en sangre por encima de la media pueden ser indicadores de diversas afecciones, principalmente cáncer, y determinar la malignidad, el tipo y la efectividad de los métodos de terapia oncológicos. No obstante los resultados deben interpretarse con gran cautela, pues en multitud de ocasiones la elevación de los niveles se debe a otras causas y no existe por tanto ningún proceso canceroso, por otra parte en muchos tipos de cáncer los niveles en sangre de los marcadores tumorales más habitualmente detectados en las pruebas de laboratorio son normales. Por ello el interés de los marcadores turmorales para alcanzar el diagnóstico de los procesos malignos o cáncer está muy cuestionado. En algunos casos son útiles para comprobar si existe una reactivación de un proceso canceroso previamente diagnosticado por otros métodos.
| Marcador          | Niveles normales | Niveles anormales |
| ----------------- | ---------------- | ----------------- |
| Alfa-fetoproteína | < 20 ng/ml       | > 20 ng/ml        |
| AFP-L3            | < 20 ng/ml       | > 20 ng/ml        |
| CA 15-3           | < 30 u/ml        | > 30 u/ml         |
| CA 27-29          | < 40 u/ml        | > 40 u/ml         |
| CA-125            | < 35 u/ml        | > 35 u/ml         |
| CA19-9            | < 37 u/ml        | > 37 u/ml         |

### Alfa-fetoproteína
La alfa-fetoproteína o  α-fetoproteína tiene implicaciones desconocidas en adultos humanos pero en fetos se presupone pueda tener una implicación de no masculinización de hembras al unirse al estradiol, como ha sido probado en roedores. El pico máximo en sangre se produce antes del nacimiento y disminuye a niveles normales a los 8-12 meses de vida.
Niveles muy elevados puede ser indicador de cáncer testicular, cáncer ovárico y hepatocarcinoma. Niveles elevados también pueden ser signo de cáncer de hígado, cirrosis hepática, teratoma maligno y recuperación de la hepatitis.

### AFP-L3
El AFP-L3 o Alfa-fetoproteína lectina reactiva (variante de la α-fetoproteína). Niveles anormales tienen implicaciones similares a la alfa-fetoproteína en lo relativo a cáncer testicular y carcinoma hepatocelular.

### CA 27-29
Referido y relacionado al CA 15-3 para el diagnóstico de cáncer de mama.

### CA-125
El CA-125, antígeno carbohidrato 125 o mucina, es una glicoproteína de elevado peso molecular. Cantidades plasmáticas por encima de lo normal, > 35 unidades/mL, puede ser un signo de cáncer ovárico ( de la superficie epitelial), principalmente, aunque también signo de cáncer de endometrio, cáncer de trompas de falopio, cáncer de pulmón, cáncer de mama, cáncer de páncreas, cáncer de hígado y cáncer de colon.[cita requerida]

### CA19-9
CA19-9 o antígeno carbohidrato 19-9 (o sializado de Lewis), es una glicoproteína de elevado peso molecular que puede ser utilizada, en un conteo plasmático, para el diagnóstico y seguimiento de procesos malignos gastrointestinales, como el cáncer pancreático, pese a tener prevalencia de falsos positivos sin un diagnóstico previo fiable. El CA19-9 también está elevado en cáncer colorrectal, cáncer esofágico y cáncer de hígado; inclusive pancreatitis o cirrosis